# چشمه پهن (ملایر)
چشمه پهن (ملایر)، روستایی از توابع بخش جوکار شهرستان ملایر در استان همدان ایران است.از محصول عمده این روستا میتوان به هندوانه دیم اشاره داشت که در استان و منطقه از لحاظ کیفیت و طعم جزو برترین هاست.
این روستا از قدیم جزو دارایی املاک قوم بزرگ و غیور چهاردولی می باشد.

## جمعیت
این روستا در دهستان ترک غربی قرار دارد و براساس سرشماری مرکز آمار ایران در سال ۱۳۹۵، جمعیت آن ۱۳ نفر (۹خانوار) بوده‌است.